# Utturivier
De Utturivier (Zweeds: Uttujoki) is een rivier, die stroomt in de Zweedse  gemeente Pajala. De rivier ontstaat als een aantal beken samenstroomt en oostwaarts door een moeras gaat. De rivier blijft moerassen, waaronder het Uttujänkkä, aandoen. Ze stroomt zuidoostelijk weg naar de Tuporivier. De Utturivier is ongeveer 7 kilometer lang en stroomt door onbewoond gebied.